# Danh sách di sản văn hóa Tây Ban Nha được quan tâm ở hạt Tarragonès (tỉnh Tarragona)
Danh sách di sản văn hóa Tây Ban Nha được quan tâm ở hạt Tarragonès (tỉnh Tarragona).

## Di tích theo thành phố

### A

#### Altafulla
| Tên                      | Dạng                 | Địa điểm                      | Tọa độ                                        | Số hồ sơ tham khảo? | Ngày nhận danh hiệu? | Hình ảnh                                         |
| ------------------------ | -------------------- | ----------------------------- | --------------------------------------------- | ------------------- | -------------------- | ------------------------------------------------ |
| Altafulla                | Khu phức hợp lịch sử | Altafulla                     | 41°08′34″B 1°22′34″Đ / 41,142662°B 1,376102°Đ | RI-53-0000495       | 04-02-1998           | Casco Antiguo de Altafulla · Upload image        |
| Lâu đài Altafulla        | Di tích Lâu đài      | Altafulla Plaza de la iglesia | 41°08′34″B 1°22′33″Đ / 41,142727°B 1,375762°Đ | RI-51-0006567       | 08-11-1988           | Castillo de Altafulla · Upload image             |
| Tàn tích Tường Altafulla | Di tích Tường thành  | Altafulla Ronda d'Altafulla   | 41°08′29″B 1°22′33″Đ / 41,141389°B 1,375747°Đ | RI-51-0006568       | 08-11-1988           | Restos de la Muralla de Altafulla · Upload image |
| Ruinas Romanas Els Munts | Khu khảo cổ          | Altafulla                     |                                               | RI-55-0000093       | 02-02-1979           | Upload image                                     |
| Torreón San Antonio      | Di tích Tháp         | Altafulla Camino de la ermita | 41°08′52″B 1°22′22″Đ / 41,147702°B 1,372794°Đ | RI-51-0006569       | 08-11-1988           | Torreón de San Antonio · Upload image            |

### C

#### Catllar(El Catllar)
| Tên             | Dạng            | Địa điểm | Tọa độ                                      | Số hồ sơ tham khảo? | Ngày nhận danh hiệu? | Hình ảnh                           |
| --------------- | --------------- | -------- | ------------------------------------------- | ------------------- | -------------------- | ---------------------------------- |
| Lâu đài Catllar | Di tích Lâu đài | Catllar  | 41°10′32″B 1°19′29″Đ / 41,17554°B 1,32463°Đ | RI-51-0006614       | 08-11-1988           | Castillo de Catllar · Upload image |

#### Constantí
| Tên                       | Dạng        | Địa điểm             | Tọa độ                                        | Số hồ sơ tham khảo? | Ngày nhận danh hiệu? | Hình ảnh                                    |
| ------------------------- | ----------- | -------------------- | --------------------------------------------- | ------------------- | -------------------- | ------------------------------------------- |
| Villa-mausoleo Centcelles | Khu khảo cổ | Constantí Centcelles | 41°09′08″B 1°13′50″Đ / 41,152111°B 1,230472°Đ | RI-55-0000047       | 03-06-1931           | Ruinas Romanas de Centcelles · Upload image |

#### Creixell
| Tên               | Dạng            | Địa điểm | Tọa độ                                       | Số hồ sơ tham khảo? | Ngày nhận danh hiệu? | Hình ảnh                            |
| ----------------- | --------------- | -------- | -------------------------------------------- | ------------------- | -------------------- | ----------------------------------- |
| Lâu đài Creixell  | Di tích Lâu đài | Creixell | 41°10′06″B 1°26′28″Đ / 41,168254°B 1,44114°Đ | RI-51-0006618       | 08-11-1988           | Castillo de Creixell · Upload image |
| Tháp carrer Major | Di tích Tháp    | Creixell | 41°10′04″B 1°26′30″Đ / 41,1679°B 1,441726°Đ  | RI-51-0006619       | 08-11-1988           | Upload image                        |

### L

#### La Nou de Gaià(La Nou de Gaià)
| Tên                         | Dạng            | Địa điểm       | Tọa độ                                        | Số hồ sơ tham khảo? | Ngày nhận danh hiệu? | Hình ảnh                                               |
| --------------------------- | --------------- | -------------- | --------------------------------------------- | ------------------- | -------------------- | ------------------------------------------------------ |
| Lâu đài Barón Cuatro Torres | Di tích Lâu đài | La Nou de Gaya | 41°10′59″B 1°22′24″Đ / 41,183038°B 1,373231°Đ | RI-51-0006657       | 08-11-1988           | Castillo del Barón de las Cuatro Torres · Upload image |

#### La Riera de Gaià(La Riera de Gaià)
| Tên                                        | Dạng            | Địa điểm         | Tọa độ                                      | Số hồ sơ tham khảo? | Ngày nhận danh hiệu? | Hình ảnh                            |
| ------------------------------------------ | --------------- | ---------------- | ------------------------------------------- | ------------------- | -------------------- | ----------------------------------- |
| Lâu đài Montoliú (Lâu đài Santa Margarita) | Di tích Lâu đài | La Riera         | 41°09′17″B 1°21′46″Đ / 41,15473°B 1,36282°Đ | RI-51-0006699       | 08-11-1988           | Castillo de Montoliú · Upload image |
| Tháp Abeja (Tháp Vela hay Tháp Vieja)      | Di tích Tháp    | La Riera Ardenya | 41°10′14″B 1°21′02″Đ / 41,17064°B 1,35058°Đ | RI-51-0006700       | 08-11-1988           | Torre de la Abeja · Upload image    |

### M

#### Morell(El Morell)
| Tên                       | Dạng              | Địa điểm | Tọa độ                                        | Số hồ sơ tham khảo? | Ngày nhận danh hiệu? | Hình ảnh                             |
| ------------------------- | ----------------- | -------- | --------------------------------------------- | ------------------- | -------------------- | ------------------------------------ |
| Casal Montoliu (Castillo) | Di tích Cung điện | Morell   | 41°11′32″B 1°12′31″Đ / 41,192197°B 1,208627°Đ | RI-51-0006655       | 08-11-1988           | Casal de los Montoliu · Upload image |

### P

#### Els Pallaresos(Els Pallaresos)
| Tên              | Dạng            | Địa điểm   | Tọa độ                                       | Số hồ sơ tham khảo? | Ngày nhận danh hiệu? | Hình ảnh                            |
| ---------------- | --------------- | ---------- | -------------------------------------------- | ------------------- | -------------------- | ----------------------------------- |
| Lâu đài Parafort | Di tích Lâu đài | Pallaresos | 41°10′49″B 1°15′28″Đ / 41,18021°B 1,257908°Đ | RI-51-0006658       | 08-11-1988           | Castillo de Parafort · Upload image |

#### Perafort
| Tên               | Dạng            | Địa điểm           | Tọa độ                                        | Số hồ sơ tham khảo? | Ngày nhận danh hiệu? | Hình ảnh                             |
| ----------------- | --------------- | ------------------ | --------------------------------------------- | ------------------- | -------------------- | ------------------------------------ |
| Lâu đài Puigdelfí | Di tích Lâu đài | Perafort Puigdelfí | 41°11′41″B 1°14′10″Đ / 41,194722°B 1,236111°Đ | RI-51-0006664       | 08-11-1988           | Castillo de Puigdelfí · Upload image |

#### La Pobla de Montornès(La Pobla de Montornès)
| Tên                                        | Dạng            | Địa điểm            | Tọa độ                                       | Số hồ sơ tham khảo? | Ngày nhận danh hiệu? | Hình ảnh                             |
| ------------------------------------------ | --------------- | ------------------- | -------------------------------------------- | ------------------- | -------------------- | ------------------------------------ |
| Lâu đài Montornés (Lâu đài Puigperdiguers) | Di tích Lâu đài | Puebla de Montornés | 41°10′14″B 1°24′14″Đ / 41,17068°B 1,40379°Đ  | RI-51-0006679       | 08-11-1988           | Castillo de Montornés · Upload image |
| Tháp Mas Soler                             | Di tích Tháp    | Puebla de Montornés | 41°11′17″B 1°24′26″Đ / 41,18802°B 1,407317°Đ | RI-51-0006680       | 08-11-1988           | Torre Mas Soler · Upload image       |

### R

#### Roda de Barà(Roda de Berà)
| Tên                    | Dạng            | Địa điểm     | Tọa độ                                        | Số hồ sơ tham khảo? | Ngày nhận danh hiệu? | Hình ảnh                                  |
| ---------------------- | --------------- | ------------ | --------------------------------------------- | ------------------- | -------------------- | ----------------------------------------- |
| Arco Bará              | Di tích Arco    | Roda de Bará | 41°10′24″B 1°28′09″Đ / 41,173301°B 1,469115°Đ | RI-51-0000323       | 28-07-1926           | Arco de Bará · Upload image               |
| Lâu đài Santuario Bará | Di tích Lâu đài | Roda de Bará | 41°11′05″B 1°27′15″Đ / 41,18459°B 1,45403°Đ   | RI-51-0006705       | 08-11-1988           | Castillo Santuario de Bará · Upload image |
| Tháp Cucurull          | Di tích Tháp    | Roda de Bará | 41°11′20″B 1°26′47″Đ / 41,188852°B 1,446464°Đ | RI-51-0006703       | 08-11-1988           | Torre del Cucurull · Upload image         |
| Tháp Mas d'en Nin      | Di tích Tháp    | Roda de Bará | 41°11′00″B 1°26′29″Đ / 41,183431°B 1,44137°Đ  | RI-51-0006704       | 08-11-1988           | Torre Mas d'en Nin · Upload image         |

### S

#### Salou
| Tên                        | Dạng          | Địa điểm | Tọa độ                                        | Số hồ sơ tham khảo? | Ngày nhận danh hiệu? | Hình ảnh                            |
| -------------------------- | ------------- | -------- | --------------------------------------------- | ------------------- | -------------------- | ----------------------------------- |
| Tháp Telégrafo             | Di tích Tháp  | Salou    | 41°04′43″B 1°09′39″Đ / 41,078505°B 1,160841°Đ | RI-51-0006798       | 08-11-1988           | Torre del Telégrafo · Upload image  |
| Tháp Nova (Tháp Llatzaret) | Di tích Torre | Salou    | 41°04′08″B 1°08′49″Đ / 41,068872°B 1,146836°Đ | RI-51-0006793       | 08-11-1988           | Torre Nova · Upload image           |
| Tháp Vieja Salou           | Di tích Tháp  | Salou    | 41°04′41″B 1°07′44″Đ / 41,078113°B 1,128819°Đ | RI-51-0006790       | 08-11-1988           | Torre Vieja de Salou · Upload image |

### T

#### Tarragona
| Tên                                   | Dạng                 | Địa điểm                        | Tọa độ                                        | Số hồ sơ tham khảo? | Ngày nhận danh hiệu? | Hình ảnh                                                 |
| ------------------------------------- | -------------------- | ------------------------------- | --------------------------------------------- | ------------------- | -------------------- | -------------------------------------------------------- |
| Căn nhà l'apotecari                   | Khu khảo cổ          | Tarragona                       |                                               | RI-55-0000531       | 20-08-1996           | Upload image                                             |
| Acueducto les Ferreres                | Di tích Máng nước    | Tarragona                       | 41°08′45″B 1°14′38″Đ / 41,145921°B 1,243884°Đ | RI-51-0000087       | 03-04-1905           | Acueducto de las Ferreras · Upload image                 |
| Anfiteatro Tarraco                    | Di tích Anfiteatro   | Tarragona                       | 41°06′52″B 1°15′32″Đ / 41,114568°B 1,258805°Đ | RI-51-0000298       | 05-08-1924           | Anfiteatro de Tarraco · Upload image                     |
| Lưu trữ lịch sử Provincial Tarragona  | Lưu trữ              | Tarragona Rambla Vella, 30      | 41°07′02″B 1°15′12″Đ / 41,117131°B 1,253254°Đ | RI-AR-0000048       | 10-11-1997           | Archivo Histórico Provincial de Tarragona · Upload image |
| Thư viện Pública Tarragona            | Biblioteca           | Tarragona Carrer de Fortuny, 30 | 41°06′53″B 1°15′02″Đ / 41,114641°B 1,250436°Đ | RI-BI-0000034       | 25-06-1985           | Biblioteca Pública de Tarragona · Upload image           |
| Circo romano Tarraco                  | Di tích Bóvedas      | Tarragona                       | 41°06′58″B 1°15′25″Đ / 41,116117°B 1,257081°Đ | RI-51-0001451       | 16-05-1963           | Bóvedas del Circo Romano · Upload image                  |
| Cantera romana Médol                  | Khu khảo cổ          | Tarragona                       | 41°08′17″B 1°20′21″Đ / 41,137978°B 1,339028°Đ | RI-55-0000046       | 03-06-1931           | Cantera romana de El Médol · Upload image                |
| Lâu đài Ferran                        | Di tích Lâu đài      | Tarragona                       | 41°08′45″B 1°21′33″Đ / 41,145698°B 1,359072°Đ | RI-51-0006735       | 08-11-1988           | Castillo de Ferran · Upload image                        |
| Lâu đài Tamarit                       | Di tích Lâu đài      | Tarragona                       | 41°07′48″B 1°21′40″Đ / 41,130088°B 1,361206°Đ | RI-51-0005348       | 08-11-1988           | Castillo de Tamarit · Upload image                       |
| Nhà thờ Santa María Tarragona         | Di tích Catedral     | Tarragona                       | 41°07′09″B 1°15′29″Đ / 41,119167°B 1,258056°Đ | RI-51-0000086       | 03-04-1905           | Catedral de Santa María · Upload image                   |
| Tarragona                             | Khu phức hợp lịch sử | Tarragona                       | 41°07′02″B 1°15′24″Đ / 41,117286°B 1,256762°Đ | RI-53-0000073       | 10-03-1966           | Ciudad de Tarragona · Upload image                       |
| Đồn Reina (Lâu đài Reina)             | Di tích Lâu đài      | Tarragona                       | 41°06′49″B 1°16′00″Đ / 41,11356°B 1,26658°Đ   | RI-51-0006730       | 08-11-1988           | Fortín de la Reina · Upload image                        |
| Đồn San Jorge                         | Di tích Lâu đài      | Tarragona                       | 41°06′55″B 1°15′56″Đ / 41,11522°B 1,26548°Đ   | RI-51-0006731       | 08-11-1988           | Fortín de San Jorge · Upload image                       |
| Tường Tarragona                       | Di tích Tường thành  | Tarragona                       | 41°07′13″B 1°15′37″Đ / 41,12021°B 1,260229°Đ  | RI-51-0000037       | 24-03-1884           | Muralla de Tarragona · Upload image                      |
| Bảo tàng Arqueológico                 | Di tích Bảo tàng     | Tarragona                       | 41°06′59″B 1°15′30″Đ / 41,116501°B 1,258286°Đ | RI-51-0001407       | 01-03-1962           | Museo Arqueológico · Upload image                        |
| Bảo tàng và Nghĩa địa Paleocristianos | Di tích Bảo tàng     | Tarragona                       | 41°06′56″B 1°14′19″Đ / 41,115676°B 1,238741°Đ | RI-51-0001408       | 01-03-1962           | Museo y Necrópolis Paleocristianos · Upload image        |
| Nghĩa địa Romana                      | Khu khảo cổ          | Tarragona                       |                                               | RI-55-0000045       | 03-06-1931           | Upload image                                             |
| Foro romano Tarraco                   | Di tích Cung điện    | Tarragona                       | 41°07′00″B 1°15′29″Đ / 41,116552°B 1,25803°Đ  | RI-51-0000325       | 28-07-1926           | Pretorio o Palacio de Augusto · Upload image             |
| Tàn tích Romanos ở Tarragona          | Khu khảo cổ          | Tarragona                       |                                               | RI-55-0000068       | 26-03-1954           | Upload image                                             |
| Ruínas Sta. María Milagro             | Di tích Nhà thờ      | Tarragona                       | 41°06′53″B 1°15′33″Đ / 41,114655°B 1,259185°Đ | RI-51-0000297       | 05-08-1924           | Ruínas de Sta. María del Milagro · Upload image          |
| Ruinas Romanas Quảng trường Pallol    | Khu khảo cổ          | Tarragona                       | 41°07′05″B 1°15′19″Đ / 41,118177°B 1,255159°Đ | RI-55-0000044       | 03-06-1931           | Upload image                                             |
| Tháp Mora                             | Di tích Tháp         | Tarragona                       | 41°07′33″B 1°20′31″Đ / 41,125829°B 1,341928°Đ | RI-51-0006736       | 08-11-1988           | Torre de la Mora · Upload image                          |
| Tháp Escipiones                       | Di tích Tháp         | Tarragona                       | 41°07′55″B 1°19′08″Đ / 41,132002°B 1,318938°Đ | RI-51-0000324       | 28-07-1926           | Torre de los Escipiones · Upload image                   |
| Tháp Mas Clará (Tháp Mas Pastoret)    | Di tích Tháp         | Tarragona                       | 41°09′28″B 1°18′30″Đ / 41,157707°B 1,308397°Đ | RI-51-0006734       | 08-11-1988           | Torre del Mas Clará · Upload image                       |
| Tháp Mas Cusidó                       | Di tích Tháp         | Tarragona                       | 41°08′38″B 1°19′43″Đ / 41,143878°B 1,328568°Đ | RI-51-0006732       | 08-11-1988           | Torre del Mas de Cusidó · Upload image                   |
| Tháp Mas l'Hereuet                    | Di tích Tháp         | Tarragona                       | 41°08′15″B 1°18′10″Đ / 41,13747°B 1,302698°Đ  | RI-51-0006737       | 08-11-1988           | Torre del Mas de l'Hereuet · Upload image                |
| Tháp Mas Creu                         | Di tích Tháp         | Tarragona                       | 41°09′03″B 1°18′37″Đ / 41,150837°B 1,310248°Đ | RI-51-0006733       | 08-11-1988           | Torre del Mas de la Creu · Upload image                  |

#### Torredembarra
| Tên                                                                 | Dạng            | Địa điểm      | Tọa độ                                        | Số hồ sơ tham khảo? | Ngày nhận danh hiệu? | Hình ảnh                                                                                                  |
| ------------------------------------------------------------------- | --------------- | ------------- | --------------------------------------------- | ------------------- | -------------------- | --- |
| Lâu đài Clará                                                       | Di tích Lâu đài | Torredembarra | 41°09′00″B 1°25′02″Đ / 41,14992°B 1,417264°Đ  | RI-51-0006745       | 08-11-1988           | Castillo de Clará · Upload image                                                                          |
| Lâu đài Torredembarra                                               | Di tích Lâu đài | Torredembarra | 41°08′46″B 1°23′46″Đ / 41,146219°B 1,396121°Đ | RI-51-0006743       | 08-11-1988           | Castillo de Torredembarra · Upload image                                                                  |
| Tháp Villa, Tàn tích Puertas Tường và Delimitación Entorno Afectado | Di tích Tháp    | Torredembarra | 41°08′42″B 1°23′42″Đ / 41,145103°B 1,395138°Đ | RI-51-0006744       | 08-11-1988           | Torre de la Villa, Restos de las Puertas de la Muralla y Delimitación del Entorno Afectado · Upload image |

### V

#### Vespella de Gaià(Vespella de Gaià)
| Tên              | Dạng            | Địa điểm | Tọa độ                                        | Số hồ sơ tham khảo? | Ngày nhận danh hiệu? | Hình ảnh                            |
| ---------------- | --------------- | -------- | --------------------------------------------- | ------------------- | -------------------- | ----------------------------------- |
| Lâu đài Vespella | Di tích Lâu đài | Vespella | 41°12′16″B 1°21′35″Đ / 41,204494°B 1,359786°Đ | RI-51-0006783       | 08-11-1988           | Castillo de Vespella · Upload image |

#### Vilallonga del Camp(Vilallonga del Camp)
| Tên                           | Dạng                | Địa điểm             | Tọa độ                                        | Số hồ sơ tham khảo? | Ngày nhận danh hiệu? | Hình ảnh                                        |
| ----------------------------- | ------------------- | -------------------- | --------------------------------------------- | ------------------- | -------------------- | ----------------------------------------------- |
| Recinto amurallado Vilallonga | Di tích Tường thành | Vilallonga del Campo | 41°12′38″B 1°12′26″Đ / 41,210686°B 1,207103°Đ | RI-51-0006785       | 08-11-1988           | Recinto amurallado de Vilallonga · Upload image |

#### Vila-seca(Vila-seca)
| Tên                                   | Dạng                | Địa điểm           | Tọa độ                                        | Số hồ sơ tham khảo? | Ngày nhận danh hiệu? | Hình ảnh                                                       |
| ------------------------------------- | ------------------- | ------------------ | --------------------------------------------- | ------------------- | -------------------- | -------------------------------------------------------------- |
| Lâu đài Vilaseca                      | Di tích Lâu đài     | Vilaseca           | 41°06′53″B 1°08′51″Đ / 41,114655°B 1,147597°Đ | RI-51-0006788       | 08-11-1988           | Castillo de Vilaseca · Upload image                            |
| Cổng San Antonio (Recinto amurallado) | Di tích Tường thành | Vilaseca           | 41°06′37″B 1°08′46″Đ / 41,110373°B 1,146022°Đ | RI-51-0006789       | 08-11-1988           | Puerta de San Antonio · Upload image                           |
| Tháp d'en Dolça                       | Di tích Tháp        | Vilaseca           | 41°05′56″B 1°09′36″Đ / 41,098937°B 1,159935°Đ | RI-51-0006795       | 08-11-1988           | Torre d'en Dolça · Upload image                                |
| Tháp Abadía                           | Di tích Tháp        | Vilaseca           | 41°06′40″B 1°08′44″Đ / 41,111115°B 1,145451°Đ | RI-51-0007312       | 14-12-1992           | Torre de la Abadía · Upload image                              |
| Tháp C/ Monterol, 9 - C/ Les Creus, 8 | Di tích Tháp        | Vilaseca           | 41°06′42″B 1°08′41″Đ / 41,111761°B 1,144585°Đ | RI-51-0007319       | 14-12-1992           | Torre de la C/ Monterol, 9 - C/ de Les Creus, 8 · Upload image |
| Tháp C/ Ruidoms, 2 - C/ Major, 11     | Di tích Tháp        | Vilaseca           | 41°06′41″B 1°08′45″Đ / 41,111373°B 1,145811°Đ | RI-51-0007313       | 14-12-1992           | Torre de la C/ Ruidoms, 2 - C/ Major, 11 · Upload image        |
| Tháp calle Verge Pineda, 9            | Di tích             | Vilaseca           | 41°06′38″B 1°08′45″Đ / 41,110691°B 1,145955°Đ | RI-51-0007314       | 14-12-1992           | Torre de la calle Verge de la Pineda, 9 · Upload image         |
| Tháp calle Sant Josép, 21             | Di tích Tháp        | Vilaseca           | 41°06′40″B 1°08′47″Đ / 41,111092°B 1,146292°Đ | RI-51-0007315       | 14-12-1992           | Torre de la calle Sant Josép, 21 · Upload image                |
| Tháp Poblet                           | Di tích Tháp        | Vilaseca           | 41°06′41″B 1°08′42″Đ / 41,111467°B 1,145079°Đ | RI-51-0007318       | 14-12-1992           | Torre de la Poblet · Upload image                              |
| Tháp Ramona (Tháp l'Ira)              | Di tích Tháp        | Vilaseca           | 41°06′35″B 1°08′48″Đ / 41,109819°B 1,146656°Đ | RI-51-0007316       | 14-12-1992           | Torre de la Ramona · Upload image                              |
| Tháp Mas Carboners                    | Di tích Tháp        | Vilaseca           | 41°05′41″B 1°10′05″Đ / 41,094833°B 1,168144°Đ | RI-51-0006797       | 08-11-1988           | Torre de Mas Carboners · Upload image                          |
| Tháp Delme (Tháp guardia)             | Di tích Tháp        | Vilaseca           | 41°06′41″B 1°08′44″Đ / 41,111511°B 1,145618°Đ | RI-51-0006791       | 08-11-1988           | Torre del Delme · Upload image                                 |
| Tháp ermita Pineda                    | Di tích Tháp        | Vilaseca La Pineda | 41°05′46″B 1°10′14″Đ / 41,096132°B 1,170643°Đ | RI-51-0006792       | 08-11-1988           | Torre ermita de la Pineda · Upload image                       |
| Tháp Tuies Café                       | Di tích Tháp        | Vilaseca           | 41°06′36″B 1°08′42″Đ / 41,110047°B 1,144863°Đ | RI-51-0007317       | 14-12-1992           | Torre Tuies del Café · Upload image                            |
| Tháp Virgili                          | Di tích Tháp        | Vilaseca           | 41°05′49″B 1°11′23″Đ / 41,096996°B 1,189717°Đ | RI-51-0006794       | 08-11-1988           | Torre Virgili · Upload image                                   |
| Tháp Mas Ramón                        | Di tích Tháp        | Vilaseca           | 41°05′33″B 1°05′44″Đ / 41,0925°B 1,095556°Đ   | RI-51-0006796       | 08-11-1988           | Torres del Mas Ramón · Upload image                            |